# لا کالاورا کاترینا

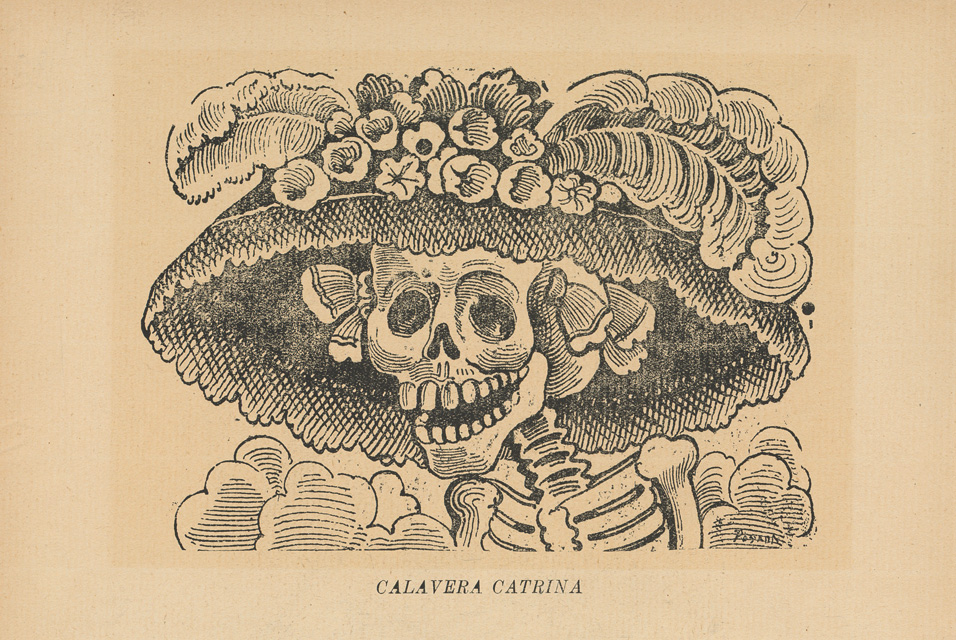
La Calavera Catrina

لا کالاورا کاترینا (به معنی اسکلت شیک یا جمجمهٔ ظریف) یا کاترینا لا کالاورا گاربانسرا تصویر چاپ رویی ۱۹۱۰–۱۹۱۳ در مکزیک بود که به صورت یک کارتون چاپ سنگی توسط خوزه گوادالوپ پوسادا منتشر شد. او قصد داشت با کشیدن این تصویر بومیان سرخپوستی را که به البسه اشرافی اروپاییان علاقه‌مندی نشان می‌دادند، مذمت کند. لا کاترینا بعدها تبدیل به یک آیکون شد که نشانگر رسم مکزیکی روز مرده‌ها است.
چاپ سنگی مذکور اسکلت زنی را به تصویر می‌کشد بر جمجمه‌اش یک کلاه معروف به chapeau en attende بر سرش نهاده که در سبک اروپاییان اوایل قرن بیستم است. این تصویر قرار بود اعتراضی باشد بر آرایش‌های تقلیدی بومیان آمریکا از فرانسویان و روشن‌تر نشان دادن پوستشان. این توضیحات با استفاده از کلمه garbancera که نامی مستعار برای مردم بومی است، داده شده و تقلید از سبک اروپایی و محروم کردن خود از میراث فرهنگی را نشانه گرفته.
جی. جی پوسدا می‌گوید: «لا کاترینا تبدیل به نمادی بصری از مرگ در مکزیک شده‌است، در سراسر کشور معمولاً او را به عنوان بخشی از جشن روز مردگان تجسم کرده، و وجود آن به شکلی انگیزه‌ای برای ایجاد صنایع دستی مختلفی از رس یا مواد دیگر شده و اشاره‌ها به این تصویر ممکن است به شکل‌های مختلفی من جمله با کلاه‌های مشابه باشد».